# The Story the Boots Told
The Story the Boots Told è un cortometraggio muto del 1908. Il nome del regista non viene riportato nei credit del film.

## Trama
Un giovane scapolo sceglie un paio di scarpe per andare in una sala da ballo dove incontra la ragazza che ama. Dopo essersi dichiarato i due si sposano. Nella casa, appaiono due paia di scarpe appaiate. Qualche tempo dopo, mentre la mogliettina è in dolce attesa, in casa arriva la suocera. La sua venuta (appaiono tre paia di scarpe) rende felice la sposina, oltremodo irritato il marito. Nella coppia, scoppiano continui litigi. Lui, furioso, va a bere con gli amici. Quando torna, le cose non migliorano. Finisce che la moglie chiede alla madre di andarsene e le cose tornano ad appianarsi. Adesso nella casa appaiono due paia di scarpe e un paio di scarpine. Sono passati cinque anni e adesso ci sono sette paia di scarpe: di mamma, di papà e di cinque frugoletti.

## Produzione
Il film fu prodotto dalla Vitagraph Company of America.

## Distribuzione
Distribuito dalla Vitagraph Company of America, il film - un cortometraggio di 183 metri - uscì nelle sale cinematografiche statunitensi il 27 giugno 1908.